# Lithacodia vialis
Lithacodia vialis là một loài bướm đêm trong họ Noctuidae.